# Операция «Чудовище» (фильм)
«Операция „Чудовище“» (исп. Operación Ogro) — кинофильм режиссёра Джилло Понтекорво, вышедший на экраны в 1979 году. Фильм основан на одноименной документальной книге Хулена Агирре (настоящее имя Эва Форест). Лента получила премию «Давид ди Донателло» за лучшую режиссуру.

## Сюжет
1973 год. Руководство подпольной баскской организации ЭТА принимает решение похитить адмирала Луиса Карреро Бланко, одного из организаторов фашистских репрессий, считающегося продолжателем авторитарной политики Франко. Баски планируют обменять Карреро на 150 политических заключенных. С целью похищения адмирала в Мадрид отправляется группа членов ЭТА и начинает подготовку к операции...

## В ролях
- Джан Мария Волонте — Исарра
- Эусебио Понсела — Чаби
- Анхела Молина — Амайур
- Хосе Сакристан — Икер
- Саверио Маркони — Луке
- Николь Гарсиа — Кармеле
- Феодор Аткин — Хосеба Уриарте
- Жорж Стаке — строитель
- Агапито Ромо — Карреро Бланко
- Ана Торрент — баскская девочка